# Oreopanax membranaceus
Oreopanax membranaceus là một loài thực vật có hoa trong Họ Cuồng cuồng. Loài này được Rusby mô tả khoa học đầu tiên năm 1893.